# آغاز باهوبالی
آغاز باهوبالی (انگلیسی: Baahubali: The Beginning) یک فیلم حماسی هندی به کارگردانی و نویسندگی اس. اس. راجامولی که در سال ۲۰۱۶ منتشر شد. از بازیگران آن می‌توان به پرابهاس، تمنا باتیا و آنوشکا شتی اشاره کرد. این فیلم همزمان به دو زبان تلوگو و زبان تامیلی فیلم‌برداری شد. و داستان این فیلم در باهوبالی ۲: فرجام به پایان می‌رسد.

## داستان
پادشاه کشور ماهیشماتی مرده است و زن برادر او شیواگامی از فرزند او (باهوبالی) و فرزند خودش (بالادیو) مراقبت می‌کند تا در نهایت کسی بر تخت پادشاهی بنشیند. از همان کودکی شجاعت و مهربانی باهوبالی بر بالادیو مقدم بود و در نهایت شیواگامی او را پادشاه معرفی کرد اما حسادت بالادیو باعث شد که باهوبالی و مادرش شیواگامی را بکشد و خود بر تخت پادشاهی بنشیند. در قسمت دوم فرزند باهوبالی برای انتقام پدرش عموی خود را می‌کشد ودوباره عدالت را به کشور ماهیشماتی برمی‌گرداند.

## دنباله
قسمت دوم با عنوان باهوبالی ۲: فرجام در سال ۲۰۱۷ اکران شد که پرهزینه‌ترین فیلم تاریخ بالیوود است.